# Супер Агури Формула 1
Супер Агури е тим от Формула 1, създаден през 2006 година от бившия пилот от Формула 1 – Агури Сузуки. Същата година прави своя дебют на пистата „Бахрейн“. Тима използва шаси „Супер Агури SA06“ (2007) и двигател „Хонда V8 2,4“
Пилоти на тима са Такума Сато и Антъни Дейвидсън, но през 2008 година прекратява своето участие в шампионата, поради тежки финасови проблеми.

## Сезон 2007
Отборът започва лошо старта на сезон 2007 и продължава така до Гран при на Канада, където пилота им Такума Сато печели три точки от своята шеста позиция. В същото състезание той изпреварва световния шампион Фернандо Алонсо, каращ тогава за отбора на Водафон Макларън Мерцедес.